# Kupařovice
Kupařovice är en ort i Tjeckien.   Den ligger i regionen Södra Mähren, i den sydöstra delen av landet, 190 km sydost om huvudstaden Prag. Kupařovice ligger 190 meter över havet och antalet invånare är 249.
Terrängen runt Kupařovice är platt åt sydost, men åt nordväst är den kuperad. Runt Kupařovice är det ganska tätbefolkat, med 78 invånare per kvadratkilometer. Närmaste större samhälle är Brno, 18,9 km nordost om Kupařovice. Trakten runt Kupařovice består till största delen av jordbruksmark.